# The Little Drummer Boy (película de 1968)
The Little Drummer Boy (El Niño del Tambor (México); El pequeño tamborilero en Hispanoamérica), es un especial de televisión animado en stop-motion producido por Rankin/Bass Productions, basado en la canción del mismo nombre. Fue televisado por primera vez el 19 de diciembre de 1968 en NBC, y fue seguido por una secuela en 1976.

## Trama
Un niño llamado Aarón vive con sus padres en una granja con sus tres animales de granja, Sansón el burro, Baba el cordero y Josué el camello. En su cumpleaños, los padres de Aaron le regalan un tambor, al que bailan los animales cuando él lo toca. Una noche, los bandidos del desierto roban todo el ganado, matan a los padres de Aaron y queman su granja, lo que hace que Aaron odie a toda la humanidad. Debido a que su percusión puede hacer bailar a los tres animales, Aaron se ve obligado a unirse a la caravana de Ben Haramed con artistas bastante ineptos. Al actuar en Jerusalén, Aarón se enfurece por la diversión de la gente del pueblo y los ataca por ser ladrones y bribones.
Algún tiempo después, la compañía se encuentra con la caravana de magos que siguen a una estrella brillante en el cielo. Aprovechando su oportunidad, Ben intenta con avidez actuar para los Magos, pero no están interesados mientras intentan apresurarse para llegar al destino de la estrella. Uno de los camellos de la caravana se debilita demasiado para seguir viajando y los magos no tienen camellos adicionales, por lo que Ben se apodera de Aaron y negocia con ellos que usen a Joshua a cambio de algo de su oro, pero Aaron se niega a quitarle el oro a Ben y se va, para Belén con Sansón y Baba. Allí, al reconocer a Joshua y tratar de reunirse con él, Baba es golpeado por un carro romano. Aarón lo lleva a los magos para que lo cure. Sin embargo, no pueden hacer nada, pero insisten en que tal vez el bebépoder ayudar. Al no tener ningún regalo para darle al bebé, Aaron decide que su "regalo" para Él y sus padres será tocar su tambor para ellos. Como señal de gratitud, Baba es curado y corre a los brazos de Aaron, llenando el corazón de Aaron de alegría por fin.

## Reparto de voz
- Greer Garson, la narradora.
- Teddy Eccles como Aaron.
- Jose Ferrer como Ben Haramad.
- Paul Frees como Ali, el padre de Aaron, los Reyes Magos, Samson, Joshua, Baba y otros papeles masculinos.
- June Foray como la madre de Aaron.
- Los Niños Cantores de Viena cantando la canción principal.

## Créditos
- Productores / Directores: Jules Bass, Arthur Rankin, Jr.
- Escritor: Romeo Muller.
- Basado en "The Little Drummer Boy" de Katherine Davis, Henry Onorati y Harry Simeone.
- Música: Maury Laws.
- Letras: Jules Bass.
- Diseñadores: Donald Duga, Charles Frazier.
- Director musical: Colin Romoff.
- Grabaciones: Jim Harris, Phil Kaye.
- Supervisores de producción: Takeo Nakamura e Hiroshi Tabata (ambos sin acreditar).

## Recepción
The Little Drummer Boy recibió una calificación de aprobación del 75% en el sitio web del agregador de reseñas Rotten Tomatoes, basado en trece reseñas. El consenso crítico del sitio dice: The Little Drummer Boy es una adición madura al catálogo de Rankin-Bass, con una poderosa conclusión que compensa la narrativa austera y la animación sin pulir del especial ".

## Secuela de 1976
En 1976, Rankin / Bass produjo una secuela, titulada The Little Drummer Boy, Book II , nuevamente patrocinada por la American Gas Association. Se estrenó el 13 de diciembre de 1976, también en NBC, y al igual que su predecesor, también se emitió en Freeform y por separado en AMC a partir de 2018. Warner Bros. es el distribuidor actual del programa a través de su propiedad de la Biblioteca de Rankin/Bass Productions posterior a 1974. En esta secuela, escrita por Jules Bass (bajo el seudónimo de Julian P. Gardner), Aaron y sus amigos animales se unen a Melchior, uno de los magos, para proteger las campanas de plata, hechas para sonar para la llegada de Cristo, de una banda de codiciosos soldados romanos. Warner Archive lanzó The Little Drummer Boy Book II, en una colección llamada Rankin/Bass TV Holiday Favorites Collection.

### Créditos
- Producida y dirigida por Arthur Rankin, Jr. y Jules Bass.
- Escrito por Julian P. Gardner.
- Basado en "The Little Drummer Boy" de Katherine Davis, Henry Onorati y Harry Simeone.
- " ¿Escuchas lo que yo escucho? " - Letra y música de Noel Regney y Gloria Shayne.
- Música de Maury Laws.
- Letra de Jules Bass.
- Sonido de John Curcio, Don Hahn, Dave Iveland y Tom Clack.
- "Animagic" de Akikazu Kono y Satoshi Fujino.

### Reparto de voz
- Greer Garson como nuestro narrador.
- Zero Mostel como Brutus.
- David Jay.
- Bob McFadden.
- Tom Bosley.
- Ray Owens como Melchor.
- Allen Swift.